# めもあある美術館
『めもあある美術館』（めもああるびじゅつかん）は、大井三重子の童話である。東京書籍『新しい国語』（小学六年生）に掲載されていた。

## 概要
あらすじは、春も近いある日の夕方の、語り手で主人公「ぼく」の体験である。「ぼく」は、姉の頭髪を引っ張って泣かせ、母に叱られ、針箱のへりをふんでひっくりかえし、下駄をつっかけて家を飛び出す。あてもなく歩いていると、古道具屋がある。そこには額縁も無い、板に描かれた亡き祖母の油彩画がある。「ぼく」が未就学児であったころの、亡き祖母が風車を持つ絵である。長身の男性が来店し、その絵を購入する。「ぼく」がその男について行くと、男は、この絵はきみが描いた絵であって、めもあある美術館に持って行くのだという。男とともに卵色の建物の中に入ると、多くの扉のひとつの上に「ぼく」の氏名の木札が掲げられている。扉の中の室内には、飼い犬の絵、隣家のスエちゃんの絵、機関車の玩具の絵、その隣りに祖母の絵その他が掛けられている。最後の絵は、針箱を蹴飛ばしている「ぼく」の絵である。その先は額縁ばかりが掛かっている。男は、きみはこれからこの額のなかに絵を描きつづけてゆく、1枚でも見たくなったならばいつでも見に来るように言い、玄関石段まで見送ってくれる。